# سازمان حفظ نباتات
سازمان حفظ نباتات یکی از سازمان‌های زیرمجموعهٔ وزارت جهاد کشاورزی است که وظایف مربوط به گیاه‌پزشکی و سلامتی محصولات کشاورزی و مبارزه با آفات و بیماری‌های گیاهی و علف‌های هرز را برعهده دارد. همچنین نظارت بر سموم آفت‌کش مورد استفاده در کشور و انتشار فهرست سموم مجاز از جمله وظایف اصلی این سازمان است.

## تاریخچه
در سال ۱۳۰۸، «اداره دفع ملخ» ذیل وزارت فوائد عامه تأسیس شد که بعداً به «اداره دفع آفات نباتی» تبدیل شد.
در سال ۱۳۱۴، قانون تنظیم مقررات ورود بذر و سایر اندام‌های نباتی از خارج تصویب و اداره تفتیش صحی نباتات در اداره‌کل کشاورزی استان تهران تأسیس شد.
در سال ۱۳۲۰، با تشکیل وزارت کشاورزی، اداره دفع آفات نباتی ذیل آن قرار گرفت.
در سال ۱۳۳۱، اداره‌کل حفظ نباتات در وزارت کشاورزی وقت تشکیل شد.
در سال ۱۳۳۷، گردان سمپاشی هوایی در اداره‌کل دفع آفات نباتی تشکیل شد.
در اردیبهشت ۱۳۴۶، قانون حفظ نباتات مشتمل بر ۲۵ ماده و ۸ تبصره به تصویب رسید و آیین‌نامهٔ اجرایی آن در ۱۳۴۶/۱۰/۴ به تصویب هیئت وزیران رسید. بدین ترتیب، سازمان حفظ نباتات به‌عنوان سازمانی مستقل در وزارت کشاورزی تشکیل شد.
در سال ۱۳۴۷، واحد سمپاشی هوایی به‌عنوان واحدی تخصصی به تشکیلات سازمان حفظ نباتات منتقل شد. سپس در سال ۱۳۵۱، اداره فنی هوایی در سازمان حفظ نباتات برای نظارت بر عملیات سمپاشی هوایی تشکیل شد.

## اهداف و وظایف
اهداف اساسی سازمان :
حفظ کشور از ورود، استقرار و پراکنش آفات و بیماری‌های قرنطینه‌ای با اتخاذ تدابیر و خط مشی‌های مناسب می‌باشد.
وظایف اساسی سازمان:
1. تعیین سیاست ها و خط مشی های سازمان حفظ نباتات در چارچوب استراتژی ها و سیاست های وزارت جهاد کشاورزی
2. برنامه ریزی ، سیاست گذاری ، هدایت و نظارت بر عملیات پیشگیری و آفات
3. برنامه ریزی به منظور کاهش ضایعات ناشی از خسارت آفات بر محصولات کشاورزی و فراورده های آن

## ساختار داخلی
این سازمان شامل سه معاونت با نام‌های زیر می‌باشد:
- معاونت قرنطینه و بهداشت گیاهی
- معاونت کنترل آفات
- معاونت توسعه مدیریت و منابع

## رئیسان سازمان
اسامی رئیسان سازمان (از بدو تشکیل در سال ۱۳۴۶ تاکنون) در فهرست زیر آمده‌است:
- منوچهر ایازی (۱۳۴۶ تا ۱۳۴۸)
- حسین امین مدنی (۱۳۴۸ تا ۱۳۵۱)
- عظیم زمردی (۱۳۵۱ تا ۱۳۵۸)
- یعقوب موثق (۱۳۵۸ تا ۱۳۵۹)
- مصطفی خلفی (۱۳۵۹ تا ۱۳۶۰)
- رضا ارجمندی (۱۳۶۰ تا ۱۳۶۸)
- احمد راثی‌پور (۱۳۶۸ تا ۱۳۷۴)
- ابوتراب وکیلی (۱۳۷۴ تا ۱۳۷۹)
- مرتضی سخن‌سنج (۱۳۷۹ تا ۱۳۸۲)
- علی علیزاده (۱۳۸۲ تا ۱۳۸۵)
- همایون دارابی (۱۳۸۵ تا ۱۳۸۹)
- آقارضا فتوحی (۱۳۸۹ تا ۱۳۹۲)[۸]
- محمدعلی باغستانی میبدی (۱۳۹۲ تا ۱۳۹۶)[۹]
- محمدرضا درگاهی (۱۳۹۷ تا ۱۳۹۹)[۱۰]
- کیخسرو چنگلوایی (۱۳۹۹ تا ۱۴۰۰)[۱۱]
- شاهپور علائی‌مقدم (۱۴۰۰ تا ۱۴۰۱)[۱۲]
- حسین رنجبراقدم (۱۴۰۱ تا ۱۴۰۲)[۱۳]
- مریم جلیلی مقدم(۱۴۰۲ تا کنون)

## مدیران استانی
اسامی مدیران استانی در فهرست زیر آمده است:
- استان آذربایجان شرقی: جناب محمود کیا
- استان آذربایجان غربی : فرشته صادقی نسب
- استان اردبیل : یحیی آذرمی
- استان اصفهان : محمدرضا باقری
- استان البرز : علیرضا بدری
- استان ایلام : رحیم اللهیاری
- استان بوشهر : احمد سبحانی
- استان تهران : شاهرخ آقا رفیع
- استان چهارمهال بختیاری :  فرشید شبانی
- استان خراسان جنوبی : وحید ضیائیان احمدی
- استان خراسان رضوی : جواد اصغری
- استان خراسان شمالی : محمد رضایی
- استان خوزستان : ناجی شهیب زاده
- استان زنجان : مجید بلالی اصل
- استان سمنان : فرانک قهرمان فرد
- استان سیستان و بلوچستان : محمداکرم هودیانی
- استان فارس : جاوید عباسی
- استان قزوین : یوسف درخشان
- استان قم : رضا لطیفی زاده
- استان کردستان : امیر عزیزیان
- استان کرمان : اعظم ناظمی
- استان کرمانشاه : کیومرث اکبری
- استان کهگلیلویه و بویر احمد : حسین لایقی مطلق
- استان گلستان : کیانوش حق نما
- استان گیلان : رضا غیاثی
- استان لرستان : کامران پیرزادی
- استان مازندران : عبدالرحمن زاغی
- استان مرکزی : قاسم قدمی
- استان هرمزگان : الهام اسدپور
- استان همدان : شهرام پیشه ور
- استان یزد : مرتضی فتاحی اردکانی